# 参政胡同
39°54′20″N 116°22′18″E / 39.9056117°N 116.3717191°E
参政胡同，是位于中国北京市西城区中部的一条胡同。现北段已拓宽为道路。

## 简介
参政胡同为南北走向，南到新文化街，北到西单手帕胡同。全长229米，平均宽4米。北洋政府时期，参议院议长王揖唐的宅第在这里，故得名参政胡同。中华人民共和国时期，其宅第改成北京师范大学附属第二小学的部分校址（该校在西单手帕胡同内）。2000年代，参政胡同向北延伸到复兴门内大街，从教育街至复兴门内大街段拓宽为道路。